# Friauville
Friauville est une commune française située dans le département de Meurthe-et-Moselle en région Grand-Est.

## Géographie
| Puxe     | Boncourt   | Conflans-en-Jarnisy |
| Allamont | Friauville | Jarny               |
|          | Brainville |                     |

### Hydrographie

#### Réseau hydrographique
La commune est dans le bassin versant du Rhin au sein du bassin Rhin-Meuse. Elle est drainée par le Longeau,.
Le Longeau, d'une longueur de 37 km, prend sa source dans la commune de Hannonville-sous-les-Côtes et se jette  dans l'Yron sur la commune, après avoir traversé 16 communes. 

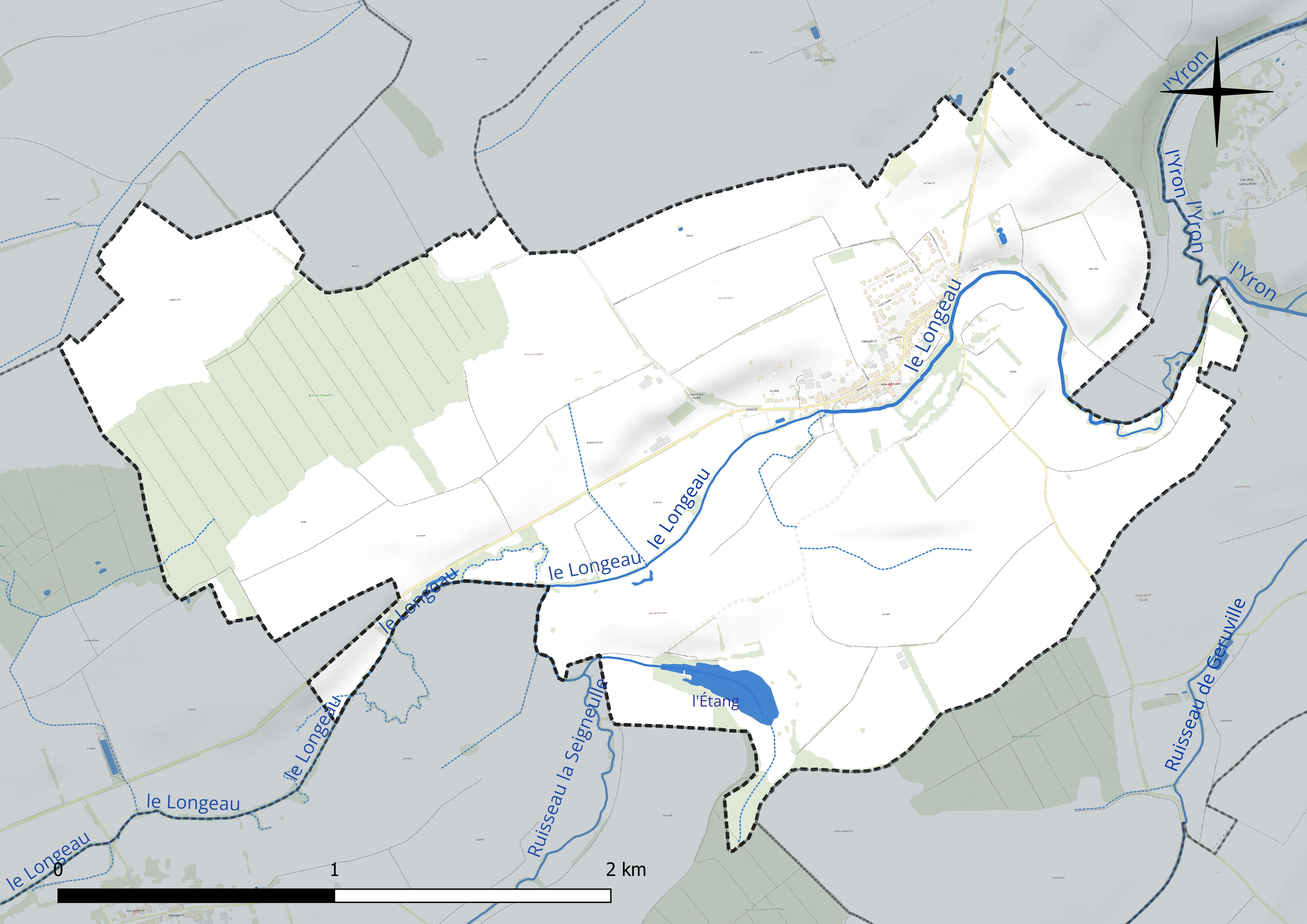
Réseau hydrographique de Friauville.

Un plan d'eau complète le réseau hydrographique : l'étang (4,1 ha),.

#### Gestion et qualité des eaux
Le territoire communal est couvert par le schéma d'aménagement et de gestion des eaux (SAGE) « Bassin ferrifère ». Ce document de planification concerne le périmètre des anciennes galeries des mines de fer, des aquifères et des bassins versants hydrographiques associés qui s’étend sur 2 418 km2. Les bassins versants concernés sont celui de la Chiers en amont de la confluence avec l'Othain, et ses affluents (la Crusnes, la Pienne, l'Othain), celui de l'Orne et ses affluents et celui de la Fensch, le Veymerange, la Kiesel et les parties françaises du bassin versant de l'Alzette et de ses affluents (Kaylbach, ruisseau de Volmerange). Il a été approuvé le 27 mars 2015. La structure porteuse de l'élaboration et de la mise en œuvre est la région Grand Est. 
La qualité des cours d’eau peut être consultée sur un site dédié géré par les agences de l’eau et l’Agence française pour la biodiversité. 

### Climat
Pour des articles plus généraux, voir Climat du Grand Est et Climat de Meurthe-et-Moselle.
En 2010, le climat de la commune est de type climat des marges montargnardes, selon une étude du Centre national de la recherche scientifique s'appuyant sur une série de données couvrant la période 1971-2000. En 2020, Météo-France publie une typologie des climats de la France métropolitaine dans laquelle la commune est exposée à un climat semi-continental et est dans la région climatique  Lorraine, plateau de Langres, Morvan, caractérisée par un hiver rude (1,5 °C), des vents modérés et des brouillards fréquents en automne et hiver. 
Pour la période 1971-2000, la température annuelle moyenne est de 9,6 °C, avec une amplitude thermique annuelle de 16,5 °C. Le cumul annuel moyen de précipitations est de 811 mm, avec 12,3 jours de précipitations en janvier et 9,3 jours en juillet. Pour la période 1991-2020, la température moyenne annuelle observée sur la station météorologique de Météo-France la plus proche, « Doncourt-lès-Conflans », sur la commune de Doncourt-lès-Conflans à 7 km à vol d'oiseau, est de 10,7 °C et le cumul annuel moyen de précipitations est de 710,3 mm. 
La température maximale relevée sur cette station est de 40,9 °C, atteinte le 25 juillet 2019 ; la température minimale est de −16,5 °C, atteinte le 26 décembre 2010,,. 
Les paramètres climatiques de la commune ont été estimés pour le milieu du siècle (2041-2070) selon différents scénarios d'émission de gaz à effet de serre à partir des nouvelles projections climatiques de référence DRIAS-2020. Ils sont consultables sur un site dédié publié par Météo-France en novembre 2022.

## Urbanisme

### Typologie
Au 1er janvier 2024, Friauville est catégorisée commune rurale à habitat dispersé, selon la nouvelle grille communale de densité à sept niveaux définie par l'Insee en 2022.
Elle est située hors unité urbaine. Par ailleurs la commune fait partie de l'aire d'attraction de Metz, dont elle est une commune de la couronne,. Cette aire, qui regroupe 245 communes, est catégorisée dans les aires de 200 000 à moins de 700 000 habitants,.

### Occupation des sols
L'occupation des sols de la commune, telle qu'elle ressort de la base de données européenne d’occupation biophysique des sols Corine Land Cover (CLC), est marquée par l'importance des territoires agricoles (81,9 % en 2018), en diminution par rapport à 1990 (86 %). La répartition détaillée en 2018 est la suivante : terres arables (56 %), prairies (25,9 %), forêts (13,9 %), zones urbanisées (4,1 %), zones humides intérieures (0,1 %). L'évolution de l’occupation des sols de la commune et de ses infrastructures peut être observée sur les différentes représentations cartographiques du territoire : la carte de Cassini (XVIIIe siècle), la carte d'état-major (1820-1866) et les cartes ou photos aériennes de l'IGN pour la période actuelle (1950 à aujourd'hui).

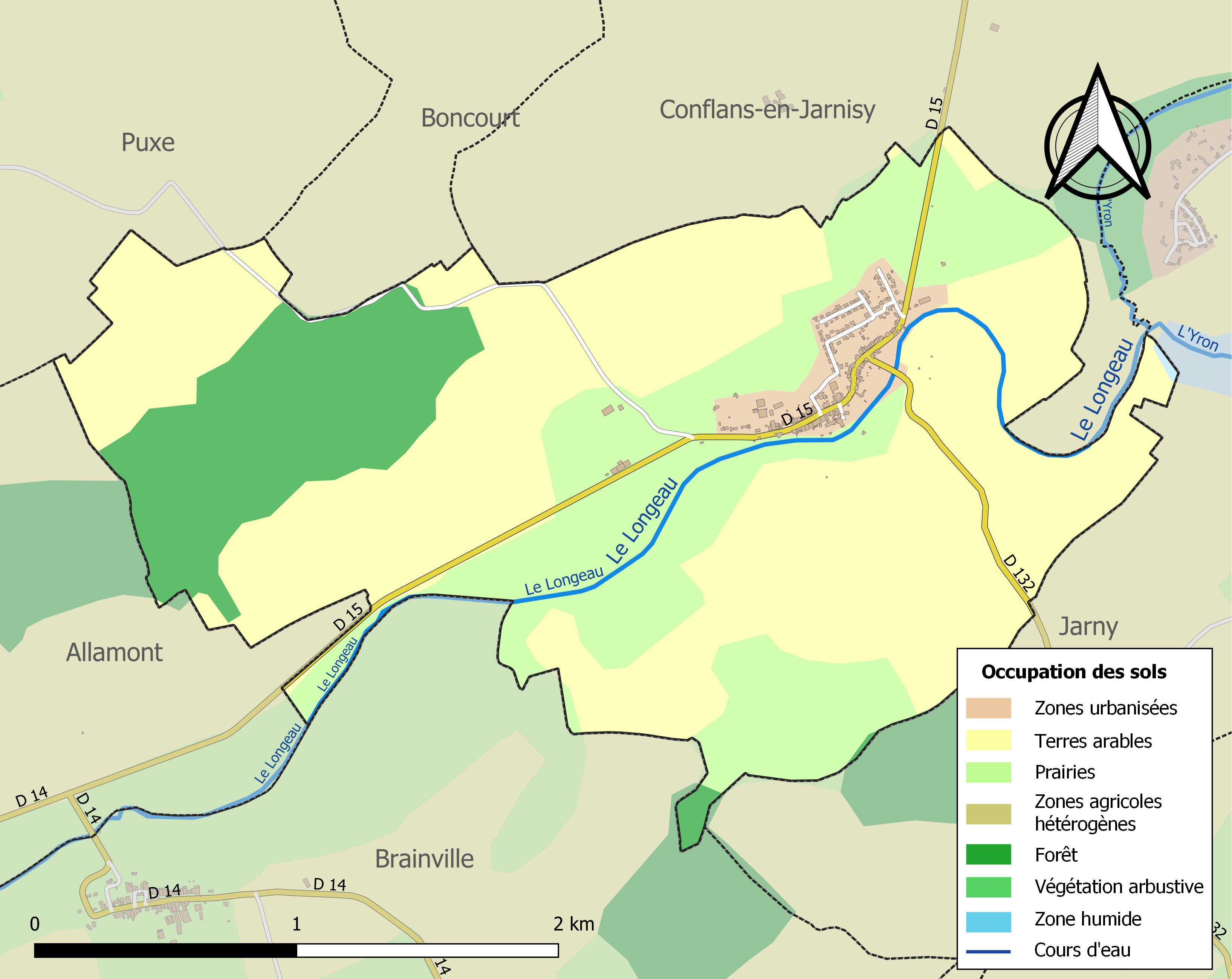
Carte des infrastructures et de l'occupation des sols de la commune en 2018 (CLC).

## Toponymie
Le nom de la localité est attesté sous les formes Friaville (1240) ; Frauville (1280) ; Frieuville (1382) ; Froville (1628) ; Frioville (1681).

## Histoire
Village de l'ancienne province du Barrois sur le Longeau.

## Politique et administration
| Période                                  | Période   | Identité                                             | Étiquette | Qualité                                                                   |
| ---------------------------------------- | --------- | ---------------------------------------------------- | --------- | ------------------------------------------------------------------------- |
| Les données manquantes sont à compléter. |           |                                                      |           |                                                                           |
| mars 2001                                | mars 2008 | Alain Bour                                           |           |                                                                           |
| mars 2008                                | En cours  | Christian Guirlinger, Réélu pour le mandat 2020-2026 |           | Personne sans activité professionnelle de moins de 60 ans (non retraitée) |

## Population et société

### Démographie
L'évolution du nombre d'habitants est connue à travers les recensements de la population effectués dans la commune depuis 1793. Pour les communes de moins de 10 000 habitants, une enquête de recensement portant sur toute la population est réalisée tous les cinq ans, les populations de référence des années intermédiaires étant quant à elles estimées par interpolation ou extrapolation. Pour la commune, le premier recensement exhaustif entrant dans le cadre du nouveau dispositif a été réalisé en 2008.

En 2022, la commune comptait 369 habitants, en évolution de +0,54 % par rapport à 2016 (Meurthe-et-Moselle : −0,13 %, France hors Mayotte : +2,11 %).
| 1793 | 1800 | 1806 | 1821 | 1836 | 1841 | 1861 | 1866 | 1872 |
| ---- | ---- | ---- | ---- | ---- | ---- | ---- | ---- | ---- |
| 301  | 242  | 292  | 312  | 345  | 360  | 320  | 310  | 294  |

| 1876 | 1881 | 1886 | 1891 | 1896 | 1901 | 1906 | 1911 | 1921 |
| ---- | ---- | ---- | ---- | ---- | ---- | ---- | ---- | ---- |
| 321  | 306  | 309  | 275  | 255  | 200  | 232  | 227  | 220  |

| 1926 | 1931 | 1936 | 1946 | 1954 | 1962 | 1968 | 1975 | 1982 |
| ---- | ---- | ---- | ---- | ---- | ---- | ---- | ---- | ---- |
| 222  | 223  | 212  | 223  | 234  | 223  | 224  | 195  | 151  |

| 1990 | 1999 | 2006 | 2008 | 2013 | 2018 | 2022 | - | - |
| ---- | ---- | ---- | ---- | ---- | ---- | ---- | - | - |
| 225  | 264  | 332  | 352  | 367  | 367  | 369  | - | - |

## Culture locale et patrimoine

### Lieux et monuments

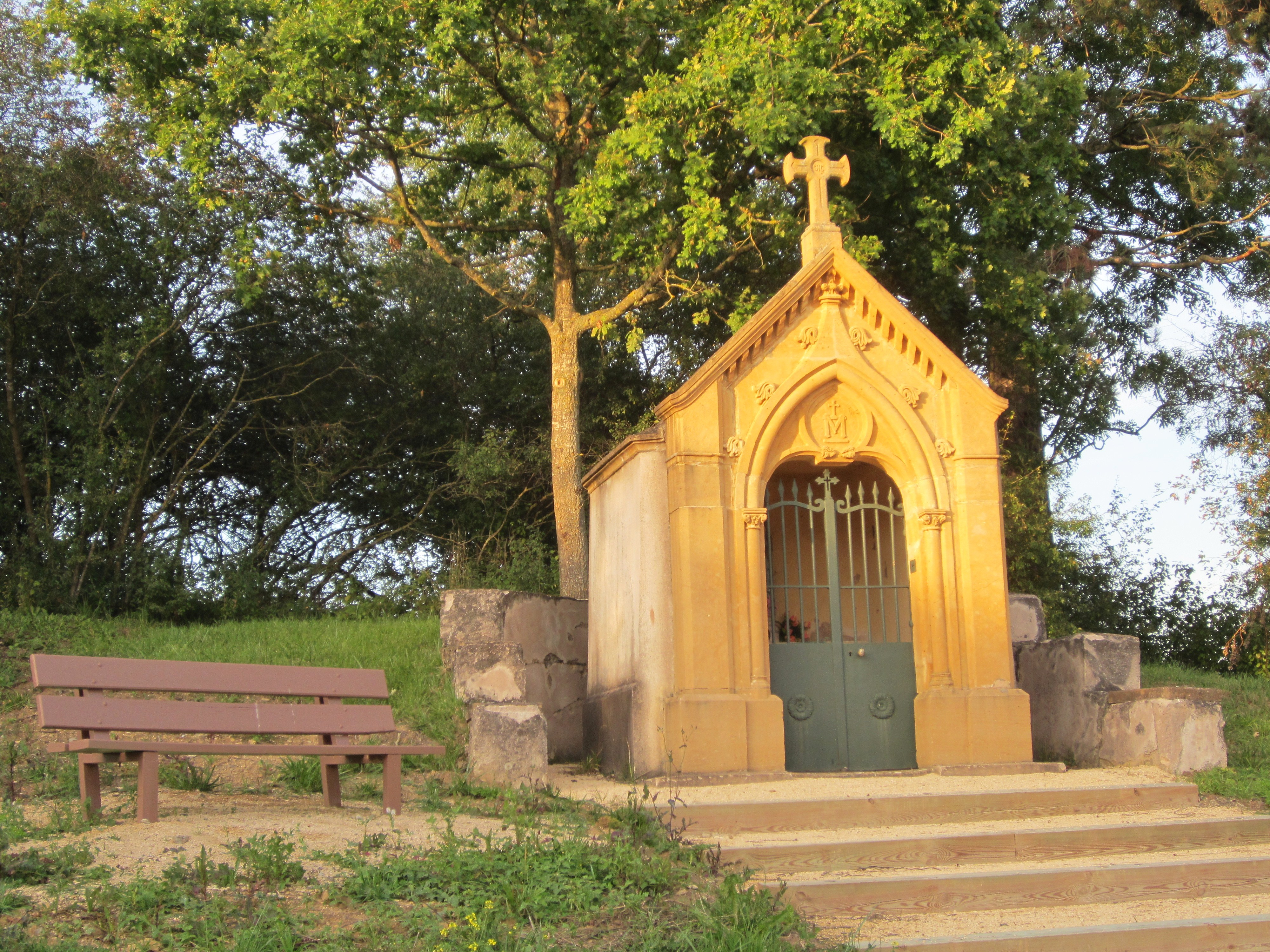
Chapelle de la Hayotte.

- Église paroissiale Saint-Vanne, reconstruite en 1860. Remplace une église entièrement reconstruite en 1777 à l'emplacement de la chapelle seigneuriale qui servait d'église paroissiale.
- Chapelle de la Hayotte, située C.V.O. 15, vers Puxe. Chapelle XIXe et XXe siècles. Abrite une statue de la Vierge à l'Enfant du XVe siècle, objet d'une procession annuelle le 15 août.

### Héraldique, logotype et devise
| Blason de Friauville | Blason  | De gueules aux trois tours d'argent, maçonnées de sable, posées et rangées en bande, à la chaîne aussi d'argent, brisée en deux parties mouvant des cantons dextre de la pointe et senestre du chef et posées en barre. |
| Blason de Friauville | Détails | Le statut officiel du blason reste à déterminer. |